# Ifá
Nella mitologia yoruba e nei culti afroamericani derivati, Ifá (trascritto anche come Ifa e in altre varianti) è un orisha, un semidìo, è lo spirito della divinazione e del tempo, da cui prende il nome anche una tecnica di divinazione originaria dell'Africa occidentale, questa tecnica della divinazione consiste nel segnare su un quadrante grazie a delle linee fatte con le dita sul quadrante fatto su una tavoletta con all’interno sabbia per creare un sistema binario ottenuto grazie allo scuotere di certe noci (o sassi) nelle mani e contare quante noci rimangono sul palmo della mano creando così un sistema binario di uno e due. Questo sistema binario è dettato tra 256 possibili combinazioni dall'energia che circonda la persona da divinare. Questo fornisce informazioni su eventi importanti della vita. Secondo il Candomblé Ifa non è un orixas vero e proprio in quanto non trasmette axè. Fu il primo spirito generato dal dio unico Olorum.

## Il culto
Più che un vero e proprio orixa, Ifà è soprattutto un oracolo, portavoce di Orula attraverso il quale parla con gli dei e gli spiriti del mondo; ciò nonostante gli viene tributato un vero e proprio culto, sia nella tradizione yoruba che in altre derivate come il Vodun. I riti del culto di Ifa sono al tempo stesso atti divinatori. Nel Voodoo Brasiliano i sacerdoti Babalawo del culto di Ifà, entrano in trance per comunicare con l'oracolo in una lingua esoterica che corrisponde allo yoruba antico mentre nella Santeria, attraverso la lettura di 16 conchiglie, legate da una cordicella, denominata collare di Ifà (da cui il nome della religione); attraverso questo dialogo ricevono rivelazioni sul futuro da comunicare al proprio popolo.

## Le origini
Secondo i miti, l'origine di Ifà è da attribuirsi alla straordinaria unione omosessuale di due donne; da qui il concepimento di un bambino nato senza scheletro e per questo incapace non solo di rimanere in piedi, ma addirittura di rimanere seduto. Fin dai primi istanti dopo la nascita il bambino fu in grado di parlare, e lasciò stupefatti tutti gli uomini del villaggio per la sua saggezza e le sue capacità profetiche.